# Сорока Петро Іванович
Петро́ Іва́нович Сорока (6 січня 1956, с. Грицівці Збаразького району Тернопільської області — 5 червня 2018, с. Петрики Тернопільського району Тернопільської области) — український письменник, літературознавець, редактор, видавець. Член Національної спілки письменників України (1994), міжнародного ПЕН-клубу (2002). Кандидат філологічних наук (1994). Секретар Тернопільської обласної організації НСПУ.

## Премії
- Літературно-мистецька міжнародна премія «Слово України» (1994)
- Премія «Тріумф» ім. Миколи Гоголя (2002)
- Літературна премія імені Володимира Сосюри (2005)
- Всеукраїнська літературно-мистецька премія імені Братів Богдана та Левка Лепких (2005)
- Міжнародна літературна премія імені Григорія Сковороди «Сад божественних пісень» (2009)
- Літературна премія імені Романа Федоріва (2010)
- Літературно-мистецька премія імені Пантелеймона Куліша (2011)
- Премія імені Іванни Блажкевич (2011)[2]
- Чернігівська обласна премія імені Михайла Коцюбинського (2012)
- Медаль Івана Мазепи (2016)[3]

## Життєпис

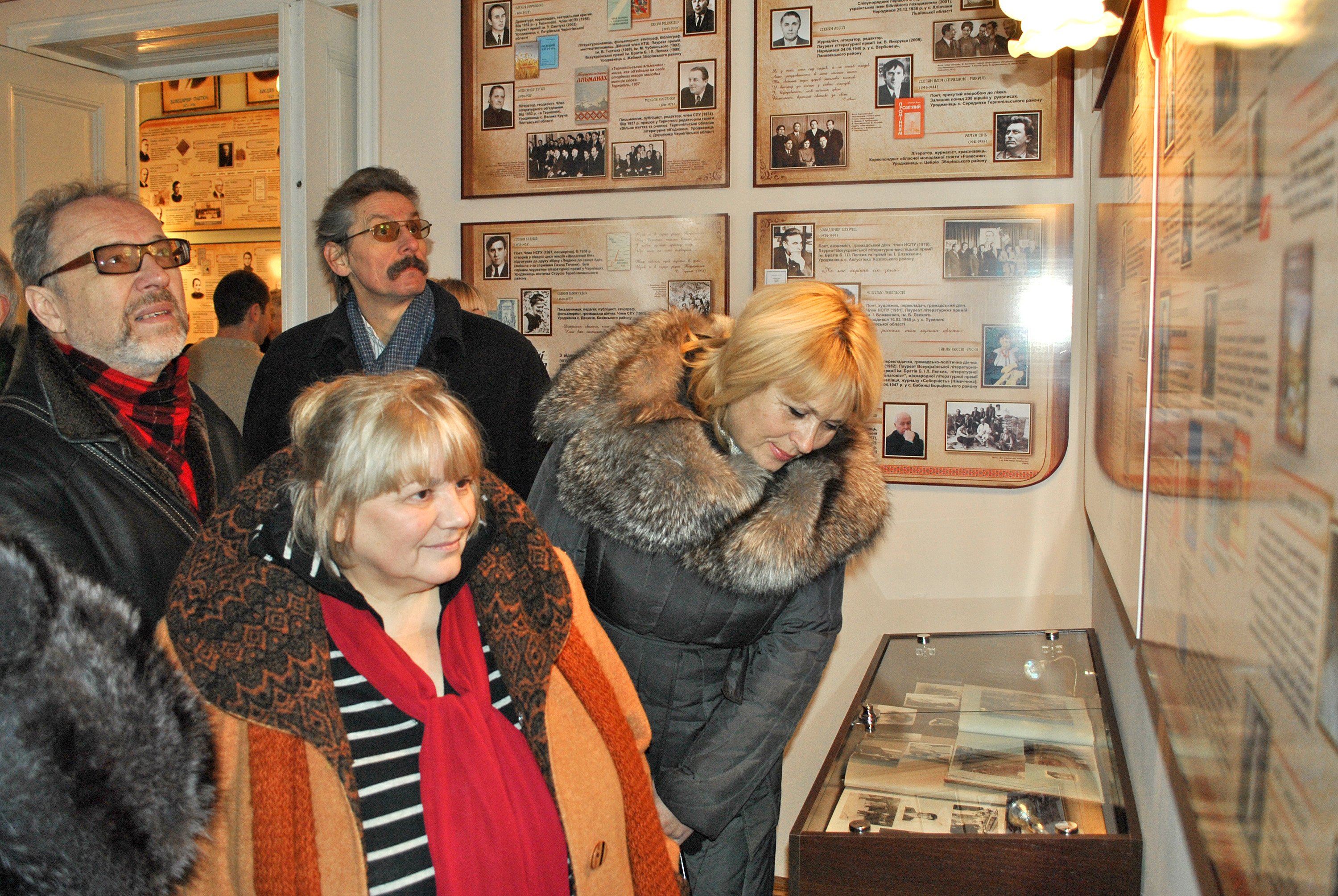
На відкритті музею «Літературне Тернопілля»

Закінчив Кременецьке медичне училище (1975), філологічний факультет Тернопільського педагогічного інституту (1986, нині ТНПУ).
Працював у редакціях районної газети «Колгоспне життя» (1986—1990) і газети «Гомін» (1990—1993; обидві  м. Збараж). Викладач, від 2001 — доцент кафедри теорії літератури і порівняльного літературознавства ТНПУ.
Голова правління обласного літературно-просвітницького товариства «Галицько-Волинське братство». Засновник і редактор просвітницько-видавничого товариства «Пегас» (обидва  від 1990), приватного видавничого підприємства «СорокА» (від 2005), співзасновник (1999) і головний редактор журналу «Сова», редактор літературно-мистецького альманаху «Курінь» (від 1992), газети «Дзвони Лемківщини» (1994—1999).

## Доробок

### Художні книги
- «Секрет довгожителя» (1988)
- «Горобці про літо мріють» (1989)
- «Я так люблю» (інтимна лірика, 1990)
- «Сповідь сатирика» (гумор і сатира, 1991)
- «Крона роду» (1994)
- «День чудес» (1995)
- «Чернігівська Січ» (1998)
- «Сповідь сльозою» (2000)
- «На ясні зорі Запорожжя» (повість, 2000)
- «Пам'яті навперейми» (2001)
- «Душа при свічці» (2001)
- «Рік подвійних райдуг» (2003)
- «Пригоди кота Патріка» (2005)
- «Янгол у шибці вагону»
- «Маленькі секрети щастя і успіху» (2010)
- «Таємниці краси та любові» (2010)
- «Ладан осені» (вірші, 2011)
- «Шедевр» (повість, оповідання, оддробини, 2014)[4]

### Денники
- «Пам'яті навперейми» (2001)
- «Найкраще помирати в понеділок: денники 2001 р.» (2002)
- «Голос із притвору» (2004)
- «Денники 2004—2005» (2006)
- «Застиглий вогонь» (2007)
- «Знак серця: Денники 2008 року» (2009)
- «Натщесерце: денники 2009 року»
- «Дерево над водним потоком» (2012)

### Монографії
- «Дух і форма, або Іван Мердак» (2005)
- «Душа при свічці (Діяріюш Федора Жученка)» (2002)
- «Секрет вічності, або Ліра і терни: Десять етюдів про Бориса Демківа» 2000

Автор численних монографій, статей в українських і закордонних виданнях.

## Громадська діяльність
Член журі Міжнародної літературної премії імені Григорія Сковороди «Сад божественних пісень» (2016).